# Mouvement national pour la Révolution culturelle et sociale
Pour les articles homonymes, voir Mouvement national.
Le Mouvement national pour la Révolution culturelle et sociale est un mouvement politique tchadien créé le 27 aout 1973 en même temps que la dissolution du PPT/RDA, sous le régime du président François Tombalbaye.